# Florian Grillitsch
Florian Grillitsch (født d. 7. august 1995) er en østrigsk professionel fodboldspiller, som spiller for Bundesliga-klubben 1899 Hoffenheim og Østrigs landshold.

## Klubkarriere

### Werder Bremen
Grillitsch begyndte sin karriere med Werder Bremen, hvor han gjorde sin professionelle debut med reserveholdet i 2013. Han gjorde sin debut for førsteholdet i 2015.

### 1899 Hoffenheim
Grillitsch skiftede i januar 2017 til 1899 Hoffenheim. Han var over de næste fem sæsoner en central del af holdet, og spillede mere end 100 kampe for klubben.

### Ajax
Grillitsch skiftede i september 2022 til hollandske Ajax efter kontraktudløb hos Hoffenheim.

### Hoffenheim retur
Det lykkedes ikke Grillistch at slå igennem hos Ajax, og efter bare en enkelt sæson, så vendte han tilbage til Hoffenheim i juni 2023.

## Landsholdskarriere

### Ungdomsladshold
Grillitsch har repræsenteret Østrig på flere ungdomsniveauer.

### Seniorlandshold
Grillitsch debuterede for seniorlandsholdet den 28. marts 2017. Han var del af Østrigs trup til EM 2020.